# بنكسية صلبة
بنكسية صلبة (الاسم العلمي:Banksia robur) هي نوع نباتي يتبع جنس البنكسية من فصيلة البروطية.